# Arrondissement di Fort-de-France
L'arrondissement di Fort-de-France è una suddivisione amministrativa francese, situata nel dipartimento d'oltremare francese della Martinica.

## Composizione
L'arrondissement di Fort-de-France raggruppa 4 comuni in 16 cantoni:
- Cantone di Fort-de-France 1
- Cantone di Fort-de-France 2
- Cantone di Fort-de-France 3
- Cantone di Fort-de-France 4
- Cantone di Fort-de-France 5
- Cantone di Fort-de-France 6
- Cantone di Fort-de-France 7
- Cantone di Fort-de-France 8
- Cantone di Fort-de-France 9
- Cantone di Fort-de-France 10
- Cantone di Le Lamentin 1 Sud-Bourg
- Cantone di Le Lamentin 2 Nord
- Cantone di Le Lamentin 3 Est
- Cantone di Saint-Joseph
- Cantone di Schœlcher 1
- Cantone di Schœlcher 2